# Rino Formica

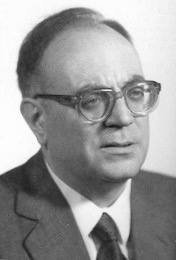
Rino Formica

Rino Formica (* 1. März 1927 in Bari, Provinz Bari, Apulien) ist ein italienischer Politiker der Partito Socialista Italiano (PSI), der zwischen 1968 und 1972 sowie von 1979 bis 1983 dem Senat (Senato della Repubblica) als Mitglied angehörte und von 1983 bis 1994 Mitglied der Abgeordnetenkammer (Camera dei deputati) sowie mehrmals Minister verschiedener Regierungen war.

## Leben

### Senator, Minister und Fraktionsvorsitzender
Formica absolvierte nach dem Schulbesuch ein Studium der Wirtschaftswissenschaften und erwarb einen Doktor der Wirtschaftswissenschaften. Im Anschluss war er als Unternehmensberater sowie als Experte für den Planungsausschuss der Region Apulien tätig. Darüber hinaus war er zeitweilig Vize-Bürgermeister seiner Geburtsstadt Bari.
Bei den Wahlen vom 19. Mai 1968 wurde Formica für die Partito Socialista Unificato (PSU), einem Bündnis der Partito Socialista Italiano (PSI) mit der Partito Socialista Democratico Italiano (PSDI) erstmals zum Mitglied des Senats (Senato della Repubblica) gewählt und vertrat in diesem bis zum 24. Mai 1972 die Interessen der Region Apulien. Zu Beginn der fünften Legislaturperiode war er während der konstituierenden Sitzung am 5. Juni 1968 provisorischer Sekretär des Parlamentspräsidenten und fungierte zwischen Januar 1969 und September 1970 als Vizevorsitzender der Fraktion der PSU im Senat. Des Weiteren war er von Oktober 1971 bis Mai 1972 Vizevorsitzender des Ständigen Senatsausschusses für den Haushalt.
Als Kandidat der PSI wurde Formica bei den Wahlen vom 3. Juni 1979 abermals zum Mitglied des Senats gewählt und vertrat dort bis zum 11. Juni 1983 nunmehr die Region Lombardei. Während der achten Legislaturperiode war er von Juli 1979 bis Dezember 1982 zunächst Mitglied des Ständigen Senatsausschusses für den Haushalt sowie danach zwischen Dezember 1982 und Juli 1983 Mitglied des Ständigen Senatsausschusses für Finanzen und Schatz.
Am 4. April 1980 wurde Formica von Ministerpräsident Francesco Cossiga als Verkehrsminister (Ministro dei trasporti) in dessen zweites Kabinett berufen und bekleidete dieses Ministeramt auch im Kabinett Forlani bis zum 27. Juni 1981. Im Anschluss übernahm er im ersten und zweiten Kabinett Spadolini zwischen dem 28. Juni 1981 und dem 30. November 1982 das Amt des Finanzministers (Ministro delle finanze). Später war er als Nachfolger von Alberto Cipellini vom 26. Januar bis zum 11. Juli 1983 Vorsitzender der PSI-Fraktion im Senat.

### Abgeordneter und Minister
Formica wurde bei den Wahlen vom 27. Juni 1983 für die PSI zum Mitglied der Abgeordnetenkammer (Camera dei deputati) gewählt und vertrat in dieser bis zum 14. April 1992 den Wahlkreis Bari. Während der neunten Legislaturperiode war er zwischen dem 19. Juli 1983 und dem 1. August 1986 Vorsitzender der PSI-Fraktion in der Abgeordnetenkammer. Zudem gehörte er zwischen Juli 1983 und August 1986 zunächst dem Ausschuss für Finanzen und Schatz sowie anschließend von August 1986 bis Juli 1987 dem Ausschuss für Landwirtschaft und Forsten als Mitglied an.
Im zweiten Kabinett von Ministerpräsident Bettino Craxi, dessen Lebensstil er später kritisierte, bekleidete er vom 1. August 1986 bis zum 17. April 1987 das Amt des Außenhandelsministers (Ministro del Commercio con l’Estero). Im Kabinett Goria sowie im Kabinett De Mita war er zwischen dem 28. Juli 1987 und dem 22. Juli 1989 Minister für Arbeit und Sozialversicherung (Ministro del Lavoro e Previdenza Sociale). Im darauf folgenden sechsten und siebten Kabinett Andreotti bekleidete er vom 22. Juli 1989 bis zum 28. Juni 1992 erneut das Amt des Finanzministers. 
Daneben gehörte er in der zehnten und zu Beginn der elften Legislaturperiode zwischen August 1987 und Oktober 1992 dem Arbeitsausschuss der Abgeordnetenkammer als Mitglied an und war danach von Oktober 1992 bis April 1994 Mitglied des Finanzausschusses der Camera dei deputati.
Nachdem die PSI am 12. November 1994 aufgelöst wurde und in der Socialisti Italiani (SI) aufgegangen war, gehörte Formica zu den Führern der Gruppierung Socialismo è Libertà und war am 5. Oktober 2007 zu den Mitgründern der Costituente Socialista.